# Roadracing-VM 1981
Roadracing-VM 1981 kördes över 11 omgångar, enbart på europeisk mark för 500GP.
| Klass       | Mästare individuellt                  | Mästare konstruktörer |
| ----------- | ------------------------------------- | --------------------- |
| 500GP       | Marco Lucchinelli                     | Suzuki                |
| 350GP       | Anton Mang                            | Kawasaki              |
| 250GP       | Anton Mang                            | Kawasaki              |
| 125GP       | Ángel Nieto                           | Minarelli             |
| 50GP        | Ricardo Tormo                         | Bultaco               |
| Sidvagn     | Rolf Biland/Kurt Waltisperg           | LCR-Yamaha            |
| Formula TT1 | Graeme Crosby (Suzuki)                | -                     |
| Formula TT2 | Tony Rutter (Ducati)                  | -                     |
| Formula TT3 | Barry Smith (Yamaha)                  | -                     |
| Endurance   | Raymond Roche, Jean Lafond (Kawasaki) | -                     |

## 500GP
Marco Lucchinelli vann sin enda titel i den största klassen.

### Delsegrare
| Bana         | Vinnare           | Märke  |
| ------------ | ----------------- | ------ |
| Salzburgring | Randy Mamola      | Suzuki |
| Hockenheim   | Kenny Roberts     | Yamaha |
| Monza        | Kenny Roberts     | Yamaha |
| Paul Ricard  | Marco Lucchinelli | Suzuki |
| Rijeka       | Randy Mamola      | Suzuki |
| Assen        | Marco Lucchinelli | Suzuki |
| Spa          | Marco Lucchinelli | Suzuki |
| Imola        | Marco Lucchinelli | Suzuki |
| Silverstone  | Jack Middelburg   | Suzuki |
| Imatra       | Marco Lucchinelli | Suzuki |
| Anderstorp   | Barry Sheene      | Yamaha |

### Slutställning
| Plats | Förare            | Märke  | Poäng |
| ----- | ----------------- | ------ | ----- |
| 1     | Marco Lucchinelli | Suzuki | 105   |
| 2     | Randy Mamola      | Suzuki | 94    |
| 3     | Kenny Roberts     | Yamaha | 74    |
| 4     | Barry Sheene      | Yamaha | 72    |
| 5     | Graeme Crosby     | Suzuki | 68    |
| 6     | Boet van Dulmen   | Yamaha | 64    |

## 350GP
Klassen vanns av Anton Mang, efter att ha dominerat avslutningen av säsongen med fem raka segrar.

### Delsegrare
| Bana         | Vinnare           | Märke    |
| ------------ | ----------------- | -------- |
| Buenos Aires | Jon Ekerold       | Kawasaki |
| Salzburgring | Patrick Fernandez | Yamaha   |
| Hockenheim   | Anton Mang        | Kawasaki |
| Monza        | Jon Ekerold       | Kawasaki |
| Opatija      | Anton Mang        | Kawasaki |
| Assen        | Anton Mang        | Kawasaki |
| Silverstone  | Anton Mang        | Kawasaki |
| Brno         | Anton Mang        | Kawasaki |

## Slutställning
| Plats | Förare              | Märke    | Poäng |
| ----- | ------------------- | -------- | ----- |
| 1     | Anton Mang          | Kawasaki | 103   |
| 2     | Jon Ekerold         | Kawasaki | 52    |
| 3     | Jean-François Baldé | Kawasaki | 49    |
| 4     | Patrick Fernandez   | Yamaha   | 46    |
| 5     | Carlos Lavado       | Yamaha   | 41    |
| 6     | Keith Huewen        | Yamaha   | 29    |

## 250GP
Anton Mang vann 250GP-klassen efter att ha vunnit tio av tolv deltävlingar för Kawasaki.

### Delsegrare
| Bana         | Vinnare             | Märke    |
| ------------ | ------------------- | -------- |
| Buenos Aires | Jean-François Baldé | Kawasaki |
| Hockenheim   | Anton Mang          | Kawasaki |
| Monza        | Eric Saul           | Yamaha   |
| Paul Ricard  | Anton Mang          | Kawasaki |
| Jarama       | Anton Mang          | Kawasaki |
| Assen        | Anton Mang          | Kawasaki |
| Spa          | Anton Mang          | Kawasaki |
| Imola        | Anton Mang          | Kawasaki |
| Silverstone  | Anton Mang          | Kawasaki |
| Imatra       | Anton Mang          | Kawasaki |
| Anderstorp   | Anton Mang          | Kawasaki |
| Brno         | Anton Mang          | Kawasaki |

### Slutställning
| Plats | Förare                 | Märke     | Poäng |
| ----- | ---------------------- | --------- | ----- |
| 1     | Anton Mang             | Kawasaki  | 160   |
| 2     | Jean-François Baldé    | Kawasaki  | 95    |
| 3     | Ronald Freymond        | Ad Majora | 72    |
| 4     | Carlos Lavado          | Yamaha    | 56    |
| 5     | Patrick Fernandez      | Yamaha    | 43    |
| 6     | Jean-Louis Guignabodet | Kawsaki   | 36    |

## 125GP
125GP vanns av Ángel Nieto.

### Delsegrare
| Bana         | Vinnare        | Märke     |
| ------------ | -------------- | --------- |
| Buenos Aires | Ángel Nieto    | Minarelli |
| Salzburgring | Ángel Nieto    | Minarelli |
| Hockenheim   | Ángel Nieto    | Minarelli |
| Monza        | Guy Bertin     | Sanvenero |
| Paul Ricard  | Ángel Nieto    | Minarelli |
| Jarama       | Ángel Nieto    | Minarelli |
| Opatija      | Loris Reggiani | Minarelli |
| Assen        | Ángel Nieto    | Minarelli |
| Imola        | Loris Reggiani | Minarelli |
| Silverstone  | Ángel Nieto    | Minarelli |
| Imatra       | Ángel Nieto    | Minarelli |
| Anderstorp   | Ricardo Tormo  | Sanvenero |

### Slutställning
| Plats | Förare             | Märke       | Poäng |
| ----- | ------------------ | ----------- | ----- |
| 1     | Ángel Nieto        | Minarelli   | 140   |
| 2     | Loris Reggiani     | Minarelli   | 95    |
| 3     | Pier Paolo Bianchi | Morbidelli  | 84    |
| 4     | Hans Müller        | Morbidelli  | 58    |
| 5     | Jacques Bolle      | Motobécanne | 55    |
| 6     | Guy Bertin         | Sanvenero   | 41    |

## 50GP
Ricardo Tormo blev världsmästare.

### Delsegrare
| Bana       | Vinnare           | Märke    |
| ---------- | ----------------- | -------- |
| Hockenheim | Stefan Dörflinger | Kreidler |
| Monza      | Ricardo Tormo     | Bultaco  |
| Jarama     | Ricardo Tormo     | Bultaco  |
| Opatija    | Ricardo Tormo     | Bultaco  |
| Assen      | Ricardo Tormo     | Bultaco  |
| Spa        | Ricardo Tormo     | Bultaco  |
| Imola      | Ricardo Tormo     | Bultaco  |
| Brno       | Theo Timmer       | Bultaco  |

### Slutställning
| Plats | Förare            | Märke    | Poäng |
| ----- | ----------------- | -------- | ----- |
| 1     | Ricardo Tormo     | Bultaco  | 90    |
| 2     | Theo Timmer       | Bultaco  | 65    |
| 3     | Stefan Dörflinger | Kreidler | 51    |
| 4     | Hans Hummel       | Sachs    | 43    |
| 5     | Hagen Klein       | Kreidler | 40    |
| 6     | Rolf Blatter      | Kreidler | 39    |